# Lee Ho
Lee Ho (Seúl, Corea del Sur, 22 de octubre de 1984) es un exfutbolista surcoreano que jugaba de centrocampista.

## Biografía
Lee Ho, que normalmente jugaba de centrocampista realizando labores defensivas, empezó su carrera futbolística lejos de su país natal. Primero se fue a Brasil en 2002 para jugar con los juveniles del Cruzeiro Esporte Clube y luego se marchó a Italia donde militó en el A. C. ChievoVerona hasta 2003. Ese año regresó a Corea, donde firmó un contrato profesional con el Ulsan Hyundai Horang-i. Ese mismo año su equipo quedó segundo en el campeonato liguero por detrás del Seongnam Ilhwa Chunma.
En 2005 consiguió alzarse con el título de Liga. Al año siguiente se proclamó campeón de la Supercopa al ganar uno a cero al Jeonbuk Hyundai Motors.
El 30 de junio de 2006 fichó por el Zenit de San Petersburgo ruso, equipo que fichó dos días antes a su compatriota Kim Dong-Jin. Al año siguiente consiguió ganar el campeonato de Liga. Además esa temporada el equipo participaba en la Copa de la UEFA, llegando a la final, que consiguió ganar por dos goles a cero al Rangers F. C. Ese fue el mayor éxito en la historia del Zenit. Ese mismo año el equipo también ganó la Supercopa de Europa al imponerse al Manchester United F. C. por dos goles a uno.
En 2008 el club ganó otro título, la Supercopa de Rusia.

## Selección nacional
Fue internacional con la selección de fútbol de Corea del Sur en 20 ocasiones. Su debut como internacional se produjo el 12 de octubre de 2005 en un partido contra Irán.
Fue convocado para disputar la Copa Mundial de Fútbol de Alemania de 2006. Jugó los tres partidos que su selección disputó en el torneo.

## Clubes
| Club                    | País                   | Año       |
| ----------------------- | ---------------------- | --------- |
| Ulsan Hyundai Horang-i  | Corea del Sur          | 2003-2006 |
| Zenit San Petersburgo   | Rusia                  | 2006-2009 |
| Seongnam Ilhwa Chunma   | Corea del Sur          | 2009      |
| Al-Ain F. C.            | Emiratos Árabes Unidos | 2010      |
| Omiya Ardija            | Japón                  | 2010      |
| Ulsan Hyundai           | Corea del Sur          | 2011-2013 |
| Sangju Sangmu F. C.     | Corea del Sur          | 2013-2014 |
| Jeonbuk Hyundai Motors  | Corea del Sur          | 2015-2016 |
| Muangthong United F. C. | Tailandia              | 2017-2019 |
| Ayutthaya United        | Tailandia              | 2020      |
| Ulsan Hyundai           | Corea del Sur          | 2021-2022 |

## Palmarés

### Títulos nacionales
| Título                       | Club                     | País          | Año  |
| ---------------------------- | ------------------------ | ------------- | ---- |
| K-League                     | Ulsan Hyundai Horang-i   | Corea del Sur | 2005 |
| Supercopa de Corea           | Ulsan Hyundai Horang-i   | Corea del Sur | 2006 |
| Liga Premier de Rusia        | Zenit de San Petersburgo | Rusia         | 2007 |
| Supercopa de Rusia           | Zenit de San Petersburgo | Rusia         | 2008 |
| Copa de la Liga de Corea     | Ulsan Hyundai            | Corea del Sur | 2011 |
| K-League                     | Jeonbuk Hyundai Motors   | Corea del Sur | 2015 |
| Copa de la Liga de Tailandia | Muangthong United F. C.  | Tailandia     | 2017 |
| K League 1                   | Ulsan Hyundai            | Corea del Sur | 2022 |

### Títulos internacionales
| Título                      | Club                     | Sede       | Año  |
| --------------------------- | ------------------------ | ---------- | ---- |
| Copa de la UEFA             | Zenit de San Petersburgo | Mánchester | 2008 |
| Supercopa de Europa         | Zenit de San Petersburgo | Mónaco     | 2008 |
| Liga de Campeones de la AFC | Ulsa Hyundai             | Ulsan      | 2012 |
| Liga de Campeones de la AFC | Jeonbuk Hyundai Motors   | Al Ain     | 2016 |